# Opération Ratkiller
L’Opération Ratkiller (littéralement : « Opération tueur de rat ») est une opération menée durant la guerre de Corée par les forces de la République de Corée et des conseillers américains de décembre 1951 à février 1952, visant à éliminer les agents de la guérilla communiste opérant dans les zones occupées par les forces des Nations unies.  

## Contexte
En 1951, un grand nombre de groupes combattants communistes, d’une taille variant de quelques centaines à plusieurs milliers, opérait sur un territoire censé être contrôlé par les forces de l’ONU. Ils attaquaient les routes et les chemins de fer, tiraient sur les forces onusiennes et collectaient des fonds auprès des habitants. Ces bandes armées étaient particulièrement actives dans les montagnes du Jirisan, mais des tirs de snipers et des activités de guérilla se déroulèrent jusque dans la capitale, Séoul. Des milices anticommunistes locales se formèrent pour riposter, se livrant parfois à des représailles contre des villages accusés de soutenir la guérilla, comme à Geochang. 
Les guérilléros reçoivent le soutien de soldats de l’armée du nord. Ils représentent environ 40 000 combattants. 
En 1950, le général Walker missionne le 9e corps d’armée des États-Unis la tâche de réduire la guérilla dans le sud-ouest de la Corée. L’opération est peu efficace. 
En décembre 1951, le général Van Fleet, réagissant à la hausse des attaques durant le mois de novembre, met en place l’opération Ratkiller. 

## L’opération
Pour décider de l’opération, les responsables ont mis en avant le harcèlement contre les forces de l’ONU - un tiers des attaques commises étaient de leur fait - ainsi que les attaques régulières contre les routes et les voies ferrées. Après l’opération, la guérilla a été considérablement affaiblie, bien que des résurgences soient restées une menace jusqu’à la fin de la guerre. 
L’opération implique deux divisions de l’armée coréenne, la Division Capitale et la 8e division d’infanterie, plusieurs régiments de la police nationale coréenne, un escadron de la force aérienne coréenne, des chasseurs-bombardiers P-51 Mustang et une soixantaine d’experts américains. L’opération est  placée sous le commandement du général Paik Sun-yup, considéré comme l'un des plus puissants de l'armée coréenne. 
L’un des objectifs principaux de l’opération était la zone montagneuse du Jirisan. 

## Résultat
Après l’opération Ratkiller, les forces communistes sont considérablement affaiblies, mais des milliers de policiers coréens ont dû rester dans la région, soutenus par des milices locales, allant jusqu’à 11 000 Jeunes Volontaires, afin d’empêcher la résurgence des forces de guérilla restantes, estimée à environ 3 000. 
Selon les archives de la République de Corée, 5 800 guérilleros ont été tués et 5 700 capturés. Les archives américaines affirment que 9 000 guérilleros ont été tués, chiffre évalué jusqu’à 10 000 par d’autres sources. 
L’opération est analysée par les militaires français dans leur approche de la guerre d’Indochine et de la guerre d’Algérie,,.